# U-525
 U-525  — немецкая подводная лодка типа IXC/40, времён Второй мировой войны. 
Заказ на постройку субмарины был отдан 15 августа 1940 года. Лодка была заложена на верфи судостроительной компании «Дойче Верфт АГ» в Гамбурге 10 сентября 1941 года под строительным номером 340, спущена на воду 20 мая 1942 года, 30 июля 1942 года под командованием капитан-лейтенанта Ганса-Иоахима Дрёвица вошла в состав учебной 4-й флотилии. 1 января 1943 года вошла в состав 10-й флотилии. Лодка совершила 3 боевых похода, потопив одно судно (3 454 брт). 11 августа 1943 года лодка была потоплена в Северной Атлантике, к северо-западу от Азорских островов, в районе с координатами 41°29′ с. ш. 38°55′ з. д. глубинными бомбами и самолётными торпедами с американских самолётов типов «Эвенджер» и «Уайлдкэт» из авиагруппы эскортного авианосца USS Card (CVE-11). Все 54 члена экипажа погибли. 